# Nealcidion bispinum
Nealcidion bispinum är en skalbaggsart som först beskrevs av Bates 1863.  Nealcidion bispinum ingår i släktet Nealcidion och familjen långhorningar.
Artens utbredningsområde är Paraguay. Inga underarter finns listade i Catalogue of Life.